# 興蔵寺
興蔵寺（こうぞうじ）は山梨県甲府市にある真言宗智山派の寺院。山号を広沢山と号し、院号を義光院と号す。本尊は十一面観音。甲斐国三十三観音霊場第5番札所。

## 概要
寺伝によれば、源義光が開基として、天治元年（1124年）に崇徳天皇の祈願所として創建したという。その後の寺歴は明らかではないが、武田氏や徳川氏の祈願所に命じられてきた。
天正年間（1573年-1592年）に伽藍は焼失し、その後堂宇が再建されたという。現在の本堂（観音堂）は江戸時代の宝暦4年(1754年)から寄付金を集めて建立された。また、本堂（観音堂）の天井には、狩野明信の作画と伝わる花鳥が描かれている。

『甲斐国社記寺記』によれば、本尊の十一面観世音菩薩は、清和天皇より源氏累代受け継がれ、寛治5年（1091年）に奥州軍中の際の御旗楯無と一緒に源義家から源義光に賜ったと伝わる。源義光の守り本尊である十一面観音は、この地域の地名から「宮原観音」と称され、甲斐国三十三観音霊場の5番札所の本尊として信仰を集めた。十一面観音の胎内にもう一つ十一面観音が秘められており、１年に１回厨子は開かれるが秘仏の胎内仏は33年に1度開帳される。

また興蔵寺の宮原観音は、長谷寺の上八田観音と浄光寺の蔵原観音とともに甲斐国三観音と称せられるほど知名度が高く、特にこの三観音の初午には、馬をともなって参詣者が押し寄せてにぎわった。中でも興蔵寺は、盛大な祭りが行われ、初午当日は近村の農耕馬が参詣していた。鐘楼門をくぐり、二階の梵鐘を鳴らし、馬をおどして大さわぎするという行事であった。現在でも毎年3月第2土曜日に初午の祭りや護摩を行っている。

## 伽藍
- 本堂（観音堂）
- 鐘楼門

## 前後の札所
甲斐国三十三観音霊場
4 長谷寺　--　5 興蔵寺　--　6 深草岩屋観音堂

## 周辺
- 国母工業団地
- 宇波刀神社
- 東海旅客鉄道（JR東海）CC 身延線 　国母駅